# Twice
Twice (em coreano: 트와이스; romaniz.: Teuwaiseu; em japonês: トゥワイス; romaniz.: Tuwaisu) é um grupo feminino sul-coreano formado pela JYP Entertainment em 2015. O grupo é composto de nove integrantes: Nayeon, Jeongyeon, Momo, Sana, Jihyo, Mina, Dahyun, Chaeyoung e Tzuyu. Twice foi formado no reality show Sixteen (2015) e estreou em 20 de outubro de 2015, com o extended play (EP) The Story Begins.
Twice alcançou fama nacional em 2016 com seu single "Cheer Up", que alcançou o primeiro lugar na Gaon Digital Chart, se tornou o single de melhor desempenho do ano e ganhou o prêmio de "Canção do Ano" no Melon Music Awards e Mnet Asian Music Awards.  Seu próximo single, "TT", de seu terceiro EP Twicecoaster: Lane 1, liderou as paradas da Gaon por quatro semanas consecutivas. O EP foi o álbum feminino de K-pop mais vendido de 2016. Dentro de 19 meses após a estreia, Twice já havia vendido mais de 1,2 milhão de unidades de seus quatro EPs e álbum especial; em 2019, elas se tornaram o grupo feminino coreano mais vendido de todos os tempos. O grupo vendeu mais de 9 milhões de álbuns na Coreia do Sul e no Japão em julho de 2020. Em 2020, Twice assinou com a Republic Records para promoções americanas como parte de uma parceria com a JYP Entertainment.
O grupo estreou no Japão em 28 de junho de 2017 sob a Warner Music Japan, com o lançamento de uma coletânea musical intitulada #Twice. O álbum alcançou a posição número 2 na Oricon Albums Chart com as maiores vendas de álbuns na primeira semana de um artista de K-pop no Japão em dois anos. Foi seguida pelo lançamento do primeiro maxi single japonês original do Twice intitulado "One More Time" em outubro. Twice se tornou o primeiro grupo feminino coreano a ganhar um certificado de platina da Associação da Indústria de Gravação do Japão (RIAJ) por um álbum e um CD single no mesmo ano. Twice ficou em terceiro na categoria Melhor Artista da classificação de final de ano de 2017 da Billboard Japan. Elas foram apelidadas de "Grupo Feminino da Nação", e sua coreografia principal - incluindo "Cheer Up", "TT" e "Signal" - tornou-se uma mania de dança e memes virais imitados por muitas celebridades.

## História

### 2013–2015: Formação e estreia
Em 19 de dezembro de 2013, a JYP Entertainment anunciou que iria estrear um novo grupo feminino no primeiro semestre de 2014, o primeiro grupo feminino a sair da empresa desde a estreia do Miss A em 2010. Em 27 de fevereiro de 2014, as trainees da JYPE Lena e Cecilia foram confirmados como integrantes do grupo provisoriamente chamado de 6mix, enquanto outras integrantes supostamente incluíam as trainees da JYPE Nayeon, Jeongyeon, Jihyo (então conhecida como Jisoo) e Minyoung. O plano de estreia do grupo acabou sendo cancelado quando Lena e Cecilia deixaram a empresa.
Em 11 de fevereiro de 2015, J. Y. Park, o fundador da JYPE, anunciou que a formação do grupo feminino de sete integrantes seria decidida através do Sixteen, um programa de sobrevivência em competição que iria ao ar na Mnet no final daquele ano. O programa começou em 5 de maio e terminou com Nayeon, Jeongyeon, Sana, Jihyo, Mina, Dahyun e Chaeyoung como as sete integrantes do Twice. J. Y. Park então anunciou que aumentaria o tamanho do grupo de sete para nove ao adicionar Tzuyu, que era a "escolha do público" por ser a competidora mais popular no final do programa, e Momo, que foi adicionada pelo próprio J.Y. Park já que ele sentiu que o grupo precisava de alguém com as habilidades de apresentação de Momo. A decisão foi controversa na época, com muitas pessoas reclamando de competidoras eliminadas poderem entrar no grupo. O nome do grupo, Twice, foi escolhido por  J.Y. Park. Ele explicou que "[o] grupo tocará o coração das pessoas duas vezes, uma vez pelos ouvidos e outra vez pelos olhos." Os fãs do Twice são conhecidos como "Once", ilustrado pela declaração das integrantes "Se você nos ama pelo menos uma vez, retribuiremos o seu amor com o dobro do nosso amor" nas redes sociais em 2015.
O EP The Story Begins e o single "Like Ooh-Ahh" foram lançados em outubro de 2015, com uma apresentação ao vivo para promovê-lo. O videoclipe atingiu 50 milhões de visualizações no YouTube cinco meses depois de sua estreia e se tornou um dos videoclipes de estreia mais vistos de qualquer grupo de K-pop. Em 27 de dezembro, o grupo apresentou uma versão remix de seu single "Like Ooh-Ahh" no SBS Gayo Daejeon, a primeira participação do Twice em um programa musical de fim de ano.

### 2016–2017: Popularidade crescente, primeira turnê de shows e estreia no Japão

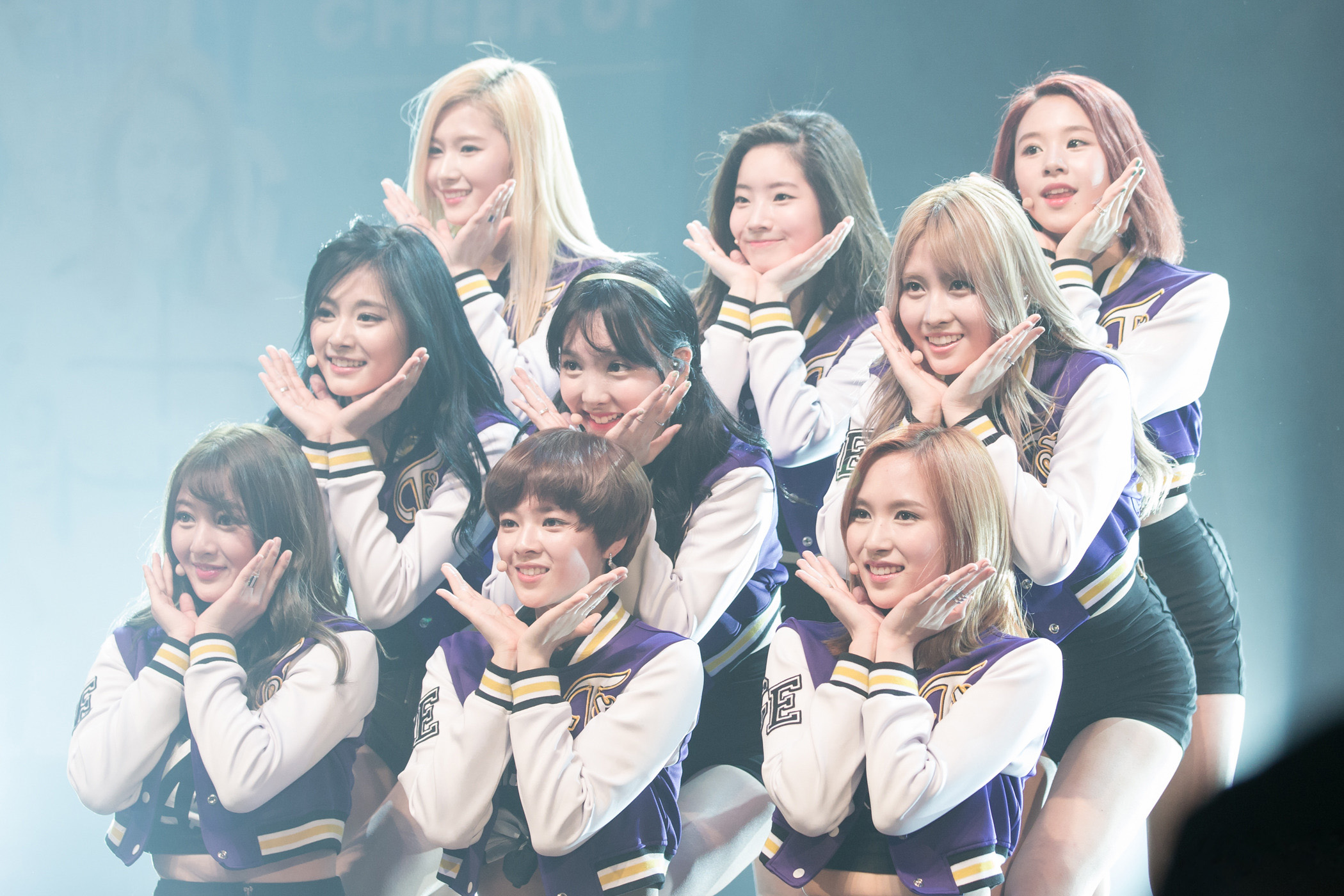
Twice apresentando "Cheer Up" em sua apresentação de retorno, em 25 de abril de 2016

O segundo EP do Twice, Page Two, foi lançado em 25 de abril de 2016. O álbum inclui o single "Cheer Up", "Precious Love" (uma regravação do hit de Park Ji-yoon de 1998) e "I'm Gonna Be a Star", que serviu de música tema para Sixteen. Twice ganhou seu primeiro prêmio de programa musical com "Cheer Up" em 5 de maio, no M Countdown, exatamente um ano após a exibição inicial de Sixteen. Isso foi logo seguido por vitórias no Music Bank e Inkigayo. Em agosto, Page Two vendeu mais de 150.000 cópias, tornando o Twice o primeiro grupo feminino com um recorde de vendas de mais de 100.000 unidades naquele ano.
Em comemoração ao primeiro aniversário de Twice desde a estreia em 20 de outubro, o grupo revelou sua nova música "One in a Million" de seu próximo terceiro EP, Twicecoaster: Lane 1, por meio de uma transmissão ao vivo no V Live. Twicecoaster: Lane 1 e o videoclipe da música pop dance "TT" foram lançados online em 24 de outubro. "TT" se tornou o primeiro videoclipe de um ato feminino de K-pop a ultrapassar 200 milhões de visualizações em 25 de maio de 2017.
Em 11 de novembro, o videoclipe de "Like Ooh-Ahh" atingiu 100 milhões de visualizações no YouTube, tornando Twice o quarto grupo feminino de K-pop a atingir 100 milhões de visualizações, bem como o primeiro grupo de K-pop a atingir esse marco com um videoclipe de estreia. Em 19 de novembro, "Cheer Up" ganhou o prêmio de Canção do Ano no Melon Music Awards. Foi seguido por outro prêmio de Canção do Ano no Mnet Asian Music Awards em 2 de dezembro.
Em 10 de janeiro de 2017, JYPE anunciou a primeira turnê solo de Twice em apenas um ano e quatro meses após a estreia em outubro de 2015. O show esgotado de três dias intitulado Twice 1st Tour: Twiceland - The Opening foi realizado de 17 a 19 de fevereiro no SK Olympic Handball Gymnasium. Uma excursão pela Tailândia e Singapura também foi realizada após a primeira parada em Seul. Após a parte coreana da turnê de shows, Twice lançou um álbum especial em 20 de fevereiro intitulado Twicecoaster: Lane 2, junto com a faixa-título, "Knock Knock". É a reedição de Twicecoaster: Lane 1.
Twice lançou seu site japonês e canais de mídia social no início de fevereiro. Em 24 de fevereiro, elas anunciaram oficialmente sua estreia no Japão com uma coletânea musical intitulada #Twice em 28 de junho de 2017. Em 15 de maio, Twice lançou seu quarto EP intitulado Signal com a faixa-título de mesmo nome, produzida por Park Jin-young. Isso marcou sua primeira colaboração com Jinyoung. O EP contém seis faixas, incluindo "Eye Eye Eyes" co-escrita pelas integrantes Jihyo e Chaeyoung, e "Only You" escrita pela ex-integrante do Wonder Girls, Ha:tfelt.

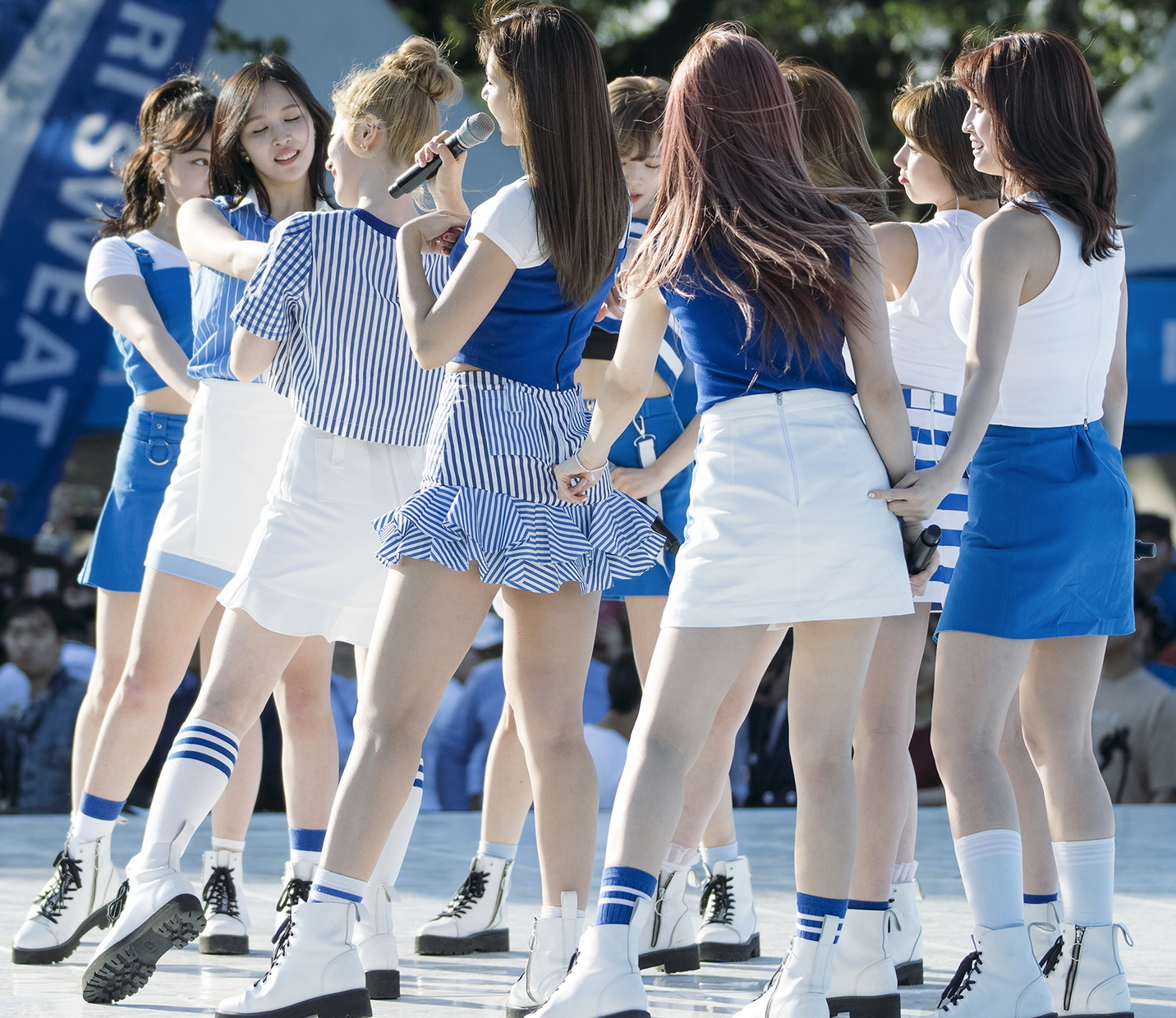
Twice apresentando-se em maio de 2017

Em 14 de junho, Twice lançou digitalmente "Signal" (versão japonesa), junto com a versão curta de seu videoclipe como uma prévia e contagem regressiva para o lançamento do álbum de estreia japonês. Uma semana depois, elas lançaram o videoclipe completo da versão japonesa de "TT". Elas estrearam oficialmente no Japão com o lançamento de #Twice em 28 de junho. É composto por dez canções, incluindo versões em coreano e japonês de seus primeiros cinco singles. #Twice estreou no número 2 na Oricon Albums Chart com 136.157 cópias vendidas em sete dias desde seu lançamento. Em 2 de julho, Twice realizou sua apresentação de estreia em duas partes intitulada "Touchdown in Japan" no Ginásio Metropolitano de Tóquio, com a presença de um total de 15.000 pessoas. Em 18 de outubro, o grupo lançou seu primeiro single japonês, "One More Time". O single alcançou as maiores vendas no primeiro dia e se tornou o lançamento de venda mais rápida de qualquer grupo feminino sul-coreano no Japão. Tanto #Twice quanto "One More Time" receberam certificações de platina da Recording Industry Association of Japan (RIAJ). "TT" (versão japonesa), foi um dos single digital de #Twice, também ganhou a certificação de ouro da RIAJ por vender 100.000 downloads. #Twice e "TT (versão japonesa)" ganharam o Álbum do Ano e a Canção do Ano por Download para a Região da Ásia no Japan Gold Disc Awards.
Twice lançou seu primeiro álbum de estúdio coreano, Twicetagram, em 30 de outubro com a faixa-título "Likey". O videoclipe para a música foi filmado no Canadá no início de setembro. "Likey" foi composta por Black Eyed Pilseung e Jeon Gun e foi a quarta colaboração do grupo com Black Eyed Pilseung. Vários compositores e letristas participaram do álbum, incluindo as integrantes de Twice como letristas e Hyerim, ex-integrante de Wonder Girls, que co-compôs a oitava faixa intitulada "Look at Me". O álbum e a faixa-título estrearam no topo da Billboard World Albums e World Digital Song Sales, respectivamente - o primeiro número um do grupo, tornando Twice o primeiro ato feminino de K-pop a chegar ao topo das paradas. Elas também subiram no Heatseekers Albums quando o álbum estreou no número 10, uma posição acima do pico de Signal no número 11. A reedição de Twicetagram inspirada no Natal, intitulada Merry & Happy, junto com a faixa-título "Heart Shaker" foi lançada em 11 de dezembro de 2017.
Twice se apresentou no 68º Kōhaku Uta Gassen, o show musical anual de fim de ano com melhor classificação no Japão, produzido pela NHK.

### 2018–2019: Sucesso contínuo e turnês

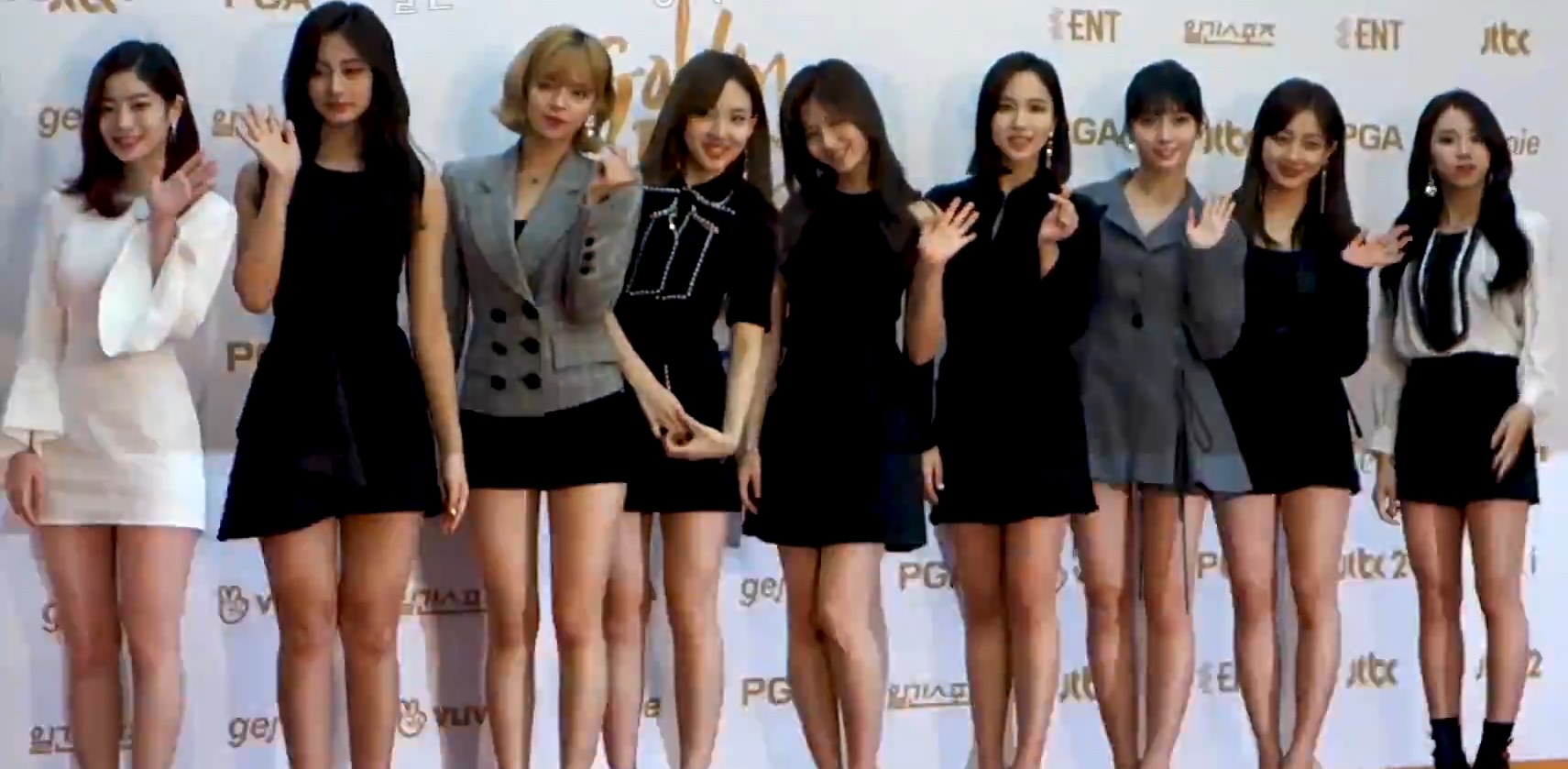
Twice no Golden Disk Awards 2018, em 10 de janeiro de 2018

O segundo single japonês de Twice intitulado "Candy Pop" foi lançado em 7 de fevereiro de 2018. O grupo também embarcou em sua primeira turnê no Japão intitulada Twice Showcase Live Tour 2018 "Candy Pop", começando em 19 de janeiro de 2018 na província de Aichi. Em 9 de abril de 2018, elas lançaram seu quinto EP, What Is Love?, com o single de mesmo nome, produzido por Park Jin-young. O EP vendeu 335.235 cópias no primeiro mês e fez com que Twice se tornasse o primeiro ato feminino - e o quinto ato - a ganhar um certificado de platina pela Korea Music Content Association (KMCA), por vender mais de 250.000 cópias. O terceiro single japonês de Twice, "Wake Me Up", foi lançado em 16 de maio de 2018 e foi certificado como 2x Platina pela Recording Industry Association of Japan (RIAJ). O single se tornou o primeiro single físico de um ato feminino estrangeiro a receber o certificado de 2x Platina pela RIAJ. Sua segunda turnê, Twice 2nd Tour: Twiceland Zone 2 - Fantasy Park começou em Seul em 18–20 de maio de 2018. A turnê de shows atraiu mais de 90.000 fãs em seis cidades da Ásia.
Twice lançou uma regravação de "I Want You Back" de The Jackson 5 como música tema da adaptação cinematográfica japonesa de Sensei Kunshu. A música foi lançada como single digital em 15 de junho de 2018 junto com o videoclipe. Uma segunda versão do videoclipe com o elenco do filme foi lançada em 26 de junho de 2018. Em 9 de julho de 2018, uma reedição expandida de What Is Love? chamada Summer Nights, junta com seu single "Dance the Night Away", foi lançada. O single ultrapassou 100 milhões de streams e vendeu 2.500.000 downloads na Gaon Music Chart, ganhando o primeiro single de certificação de platina do grupo, tanto streaming quanto download, e tornando Twice o segundo ato a receber uma certificação de platina para streaming, download e álbum pela KMCA desde que as certificações foram introduzidas em abril de 2018.
Em 12 de setembro de 2018, Twice lançou seu primeiro álbum de estúdio japonês, BDZ. Seu single principal de mesmo nome foi pré-lançado como single digital em 17 de agosto de 2018. Foi seguido com sua turnê chamada Twice 1st Arena Tour 2018 "BDZ", começando em Chiba em 29 de setembro de 2018. O álbum de estúdio foi certificado de platina pela RIAJ; foi a quinta certificação de platina consecutiva do grupo no Japão. Twice lançou seu sexto EP, Yes or Yes, em 5 de novembro de 2018 com o single de mesmo nome. O videoclipe de "Yes or Yes" alcançou 31,4 milhões de visualizações no YouTube nas primeiras 24 horas, tornando-se a sétima maior estreia no YouTube em 24 horas de todos os tempos.
Twice lançou um álbum especial intitulado The Year of "Yes" em 12 de dezembro de 2018, junto com seu single "The Best Thing I Ever Did", como uma reedição de Yes or Yes. O grupo também lançou uma reedição de BDZ com "Stay by My Side", a música tema do drama da televisão japonesa Shinya no Dame Koi Zukan, em 26 de dezembro de 2018. "Stay by My Side" foi lançado como single digital em 22 de outubro de 2018, juntamente com um vídeo dos bastidores mostrando Twice gravando a música. Em 6 de março de 2019, elas lançaram seu segundo álbum de compilação #Twice2.
Twice se tornou o primeiro ato feminino de K-pop a realizar uma turnê japonesa, chamada Twice Dome Tour 2019 "#Dreamday". A turnê atraiu um público total de 220.000 durante cinco shows em Osaka, Tóquio e Nagoya, e foi realizada de março a abril de 2019. Todos os ingressos esgotaram em um minuto. Em 22 de abril de 2019, elas lançaram seu sétimo EP, Fancy You. O videoclipe de "Fancy", que teve mais de 42,1 milhões de visualizações em um único dia, também alcançou a sétima posição na lista das maiores estreias do YouTube nas primeiras 24 horas. O lançamento de Fancy You fez de Twice o grupo feminino coreano mais vendido de todos os tempos, com um total de 3.750.000 cópias vendidas de seus doze lançamentos coreanos, ultrapassando o recorde de vinte anos de S.E.S.
Em 12 de junho de 2019, Twice lançou dois singles digitais, "Happy Happy" e "Breakthrough". Em 17 de julho de 2019, a JYP Entertainment anunciou a parte adicional da turnê japonesa após alcançar dezenas de milhares de fãs no sudeste da Ásia e na América do Norte da turnê Twicelights. Elas fizeram doze shows em sete cidades japonesas de outubro a fevereiro de 2020. Na mesma data, "Happy Happy" foi lançado fisicamente, seguido por "Breakthrough" na semana seguinte. Ambos os singles receberam certificados de platina da RIAJ.
Twice lançou seu oitavo EP, Feel Special, em 23 de setembro de 2019, junto com o videoclipe da faixa-título de mesmo nome produzida por Park Jin-young. O single marcou o segundo número um do grupo na World Digital Song Sales da Billboard. "Feel Special" também aumentou a popularidade do grupo na América do Norte, já que o single estreou na Canadian Hot 100 no número 82 - a primeira entrada do grupo nas paradas - tornando o Twice o terceiro grupo feminino de K-pop e o nono ato de K-pop a aparecer no tabela. Em 30 de setembro de 2019, Twice quebrou seu próprio recorde de vendas de álbuns na primeira semana com Feel Special. Twice lançou seu segundo álbum de estúdio japonês &Twice em 20 de novembro de 2019. Seu single principal "Fake & True" foi pré-lançado como um single digital em 18 de outubro de 2019.
Em 2019, Twice vendeu mais de um milhão de álbuns na Gaon, alcançando esse feito pelo terceiro ano consecutivo. No Japão, Twice ultrapassou 5 bilhões de ienes de vendas recordes em 2019. O grupo foi o ato estrangeiro mais vendido e ficou em quarto lugar no geral na categoria Artist Sales do 52º Oricon Annual Ranking. Na Billboard Japan, Twice ficou em quinto lugar na categoria Melhor Artista na classificação de final de ano de 2019. Elas classificaram nos cinco primeiros por três anos consecutivos. O grupo também se tornou o quinto ato mais transmitido no Spotify no país.

### 2020–presente: Promoções nos Estados Unidos,Twice: Seize the LighteMore & More
Em outubro de 2019, o grupo adicionou duas paradas à sua turnê mundial "Twicelights" no Tokyo Dome. Um encore da turnê chamada "Twicelights World Tour Finale" foi inicialmente realizado em Seul em 7 e 8 de março de 2020 no KSPO Dome, mas foi cancelado devido à pandemia de COVID-19. Em 24 de fevereiro, foi anunciado que o grupo assinou com a Republic Records para promoção nos Estados Unidos como parte da parceria da JYP Entertainment com a gravadora.
A série de documentários Twice: Seize the Light segue as integrantes ao longo de sua jornada como trainees para sua primeira turnê mundial "Twicelights". A série inclui nove episódios e estreou em 29 de abril no YouTube Originals.
Em 20 de abril, foi relatado que o grupo estava se preparando para lançar um novo álbum coreano em junho. O nono EP coreano do grupo, More & More, foi lançado em 1 de junho com um single de mesmo nome. O EP registrou mais de 550.000 vendas na Gaon, tornando-o não apenas o álbum mais vendido do Twice até agora, mas também o álbum de grupo feminino mais vendido da Coreia do Sul em 20 anos. O EP estreou no número 200 na Billboard 200, tornando Twice o quarto grupo feminino sul-coreano a entrar nas paradas, depois de Girls' Generation, 2NE1 e Blackpink. Twice também entrou na Billboard Artist 100 pela primeira vez, estreando no número 96.
Em 25 de setembro, foi relatado que Twice estava se preparando para lançar um novo álbum de estúdio coreano em outubro. O segundo álbum de estúdio coreano do grupo, Eyes Wide Open, foi lançado em 26 de outubro com o single intitulado "I Can't Stop Me".
Em dezembro de 2023, o grupo encerrou o ano com dois shows especiais em Fukuoka, Japão. Os shows foram realizados nos dias 27 e 28 de dezembro e foram os últimos shows da turnê "Ready to Be" do ano de 2023.

## Imagem pública e recepção
Twice foram bem recebidas na Coreia do Sul, ficando em segundo lugar entre os dez melhores artistas da pesquisa Gallup Korea por três anos consecutivos. Desde 2016, as íntegrantes regularmente se classificam entre os 20 melhores da pesquisa anual da Gallup Korea sobre os ídolos favoritos do país. Em 2017, Twice foi incluído na Forbes Korea Power Celebrity em terceiro lugar geral e primeiro entre os artistas da gravadora. A popularidade doméstica de Twice foi fundamental para o aumento das ações da JYP Entertainment, que aumentaram de valor por um fator de sete em menos de três anos; desde a estreia do grupo em 2015, os preços subiram de ₩4.500 para ₩31.400 em 2018. Durante a eleição presidencial sul-coreana de 2017, o então candidato Moon Jae-in do partido Democrata e o candidato Yoo Seong-min do partido Bareun usaram a canção "Cheer Up" de Twice com letras modificadas como jingles de campanha. No Japão, a reputação positiva do grupo e a relação entre os fãs foram atribuídas pela mídia local à presença das íntegrantes japoneses Momo, Sana e Mina e Tzuyu ganhou fama no país antes mesmo de sua estreia. NHK News creditou o sucesso comercial do grupo por ajudar a consertar as relações entre o Japão e a Coreia do Sul. O jornal japonês Yomiuri Shimbun chamou Twice de "novo protagonista no domínio do mercado de conteúdo da onda coreana do Japão", enquanto a imprensa coreana comentou que o grupo está "reacendendo o calor do K-pop no Japão".

## Endossos

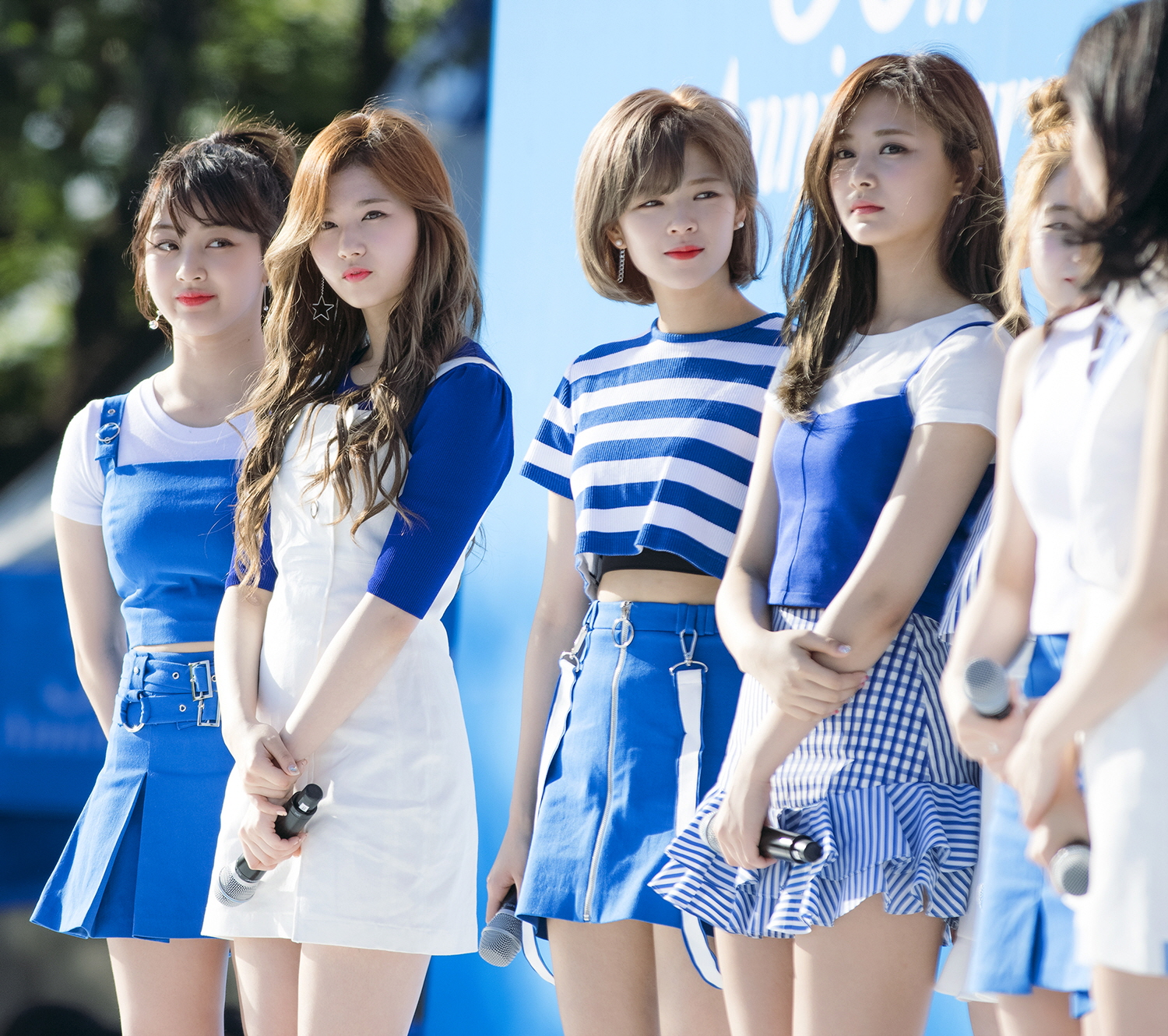
Twice em um evento para Pocari Sweat, em maio de 2017

Mesmo antes da estreia oficial de Twice, as nove íntegrantes assinaram contratos como modelos exclusivas da marca de uniformes escolares Skoolooks, ao lado de J. Y. Park. Em dezembro de 2015, Twice assinou dez contratos de comerciais de televisão, totalizando ganhos de KRW1,8 bilhões. Em fevereiro de 2017, elas tiveram um dos crescimentos mais rápidos na indústria de publicidade, já que a taxa do grupo cobrada pelo endosso atingiu 200 milhões de won por 6 meses e 300 milhões de wons por um ano.
Twice é uma das celebridades endossantes do Lotte Duty Free. Elas também colaboraram com a empresa de calçados Spris e criaram sua própria marca de calçados chamada "Twice by Spris". No início de 2017, Twice foi selecionado pelo fabricante de bebidas Donga Otsuka para promover a bebida esportiva principal da empresa, Pocari Sweat, em seu 30º aniversário. Elas se tornaram o primeiro grupo ídolo a modelar para a marca. Pocari Sweat registrou vendas de 100 bilhões de won no primeiro semestre do ano, um aumento de 10% em relação às vendas de 2016.
Em 2017, Twice representou cerca de 30 marcas diferentes, incluindo cosméticos, roupas, jogos online e móveis, alimentos e bebidas, cartões de crédito e muito mais. O primeiro comercial de TV de Twice no Japão para a Ymobile foi ao ar nacional a partir de 2 de fevereiro de 2018, incorporando um arranjo pop de "Y.M.C.A." e a assinatura "pose TT" de Twice. Em 2019, Twice foi selecionado como embaixadoras sul-coreanas da Estée Lauder. O grupo também se tornou "Benchsetters globais" para a marca de roupas filipina Bench.

## Integrantes
- Nayeon (hangul: 나연), nascida Lim Na-yeon (hangul: 임나연) em 22 de setembro de 1995 (29 anos) em Gangdong-gu, Seul, Coreia do Sul. Posições: Lead Vocalist e Center.
- Jeongyeon (hangul: 정연), nascida Yoo Kyung-wan (hangul: 유경완) em 1 de novembro de 1996 (28 anos) em Suwon, Gyeonggi, Coreia do Sul. Alterou legalmente seu nome para Yoo Jeong-yeon (hangul: 유정연). Posições: Lead Vocalist.
- Momo (hangul: 모모), nascida Momo Hirai (hangul: 히라이 모모; kanji: 平井桃; katakana/hiragana: 平井 もも) em 9 de novembro de 1996 (28 anos) em Kyotanabe, Quioto, Japão. Posições: Main Dancer, Sub-Rapper e Sub Vocalist.
- Sana (hangul: 사나), nascida Sana Minatozaki (hangul: 미나토자키 사나; kanji: 湊﨑 紗夏; hiragana: みなとざき さな) em 29 de dezembro de 1996 (28 anos) em Tennōji-ku, Osaka, Japão. Posições: Sub Vocalist.
- Jihyo (hangul: 지효), nascida Park Ji-soo (hangul: 박지수) em 1 de fevereiro de 1997 (28 anos) em Guri, Gyeonggi, Coreia do Sul. Alterou legalmente seu nome para Park Ji-hyo (hangul: 박지효). É a líder do grupo. Posições: Líder e Main Vocalist.
- Mina (hangul: 미나), nascida Mina Myoi (hangul: 묘이 미나; kanji : 名井南; hiragana; みょうい みな) em 24 de março de 1997 (28 anos) em San Antonio, Texas, Estados Unidos. Posições: Main Dancer e Sub Vocalist.
- Dahyun (hangul: 다현), nascida Kim Da-hyun (hangul: 김다현) em 25 de maio de 1998 (27 anos) em Seongnam, Gyeonggi, Coreia do Sul. Posições: Lead Rapper e Sub Vocalist.
- Chaeyoung (hangul: 채영), nascida Son Chae-young (hangul: 손채영) em 23 de abril de 1999 (26 anos) em Gangdong-gu, Seul, Coreia do Sul. Posições: Main Rapper e Sub Vocalist.
- Tzuyu (hangul: 쯔위), nascida Chou Tzu-yu (hangul: 저우쯔위; hanja: 周子瑜) em 14 de junho de 1999 (26 anos) em East District, Tainan, Taiwan. Posições: Lead Dancer, Sub Vocalist, Visual e Maknae.

### Timeline
In July 2019, Mina took a break from activities due to her sudden extreme anxiety and insecurity problems in performing on stage. She resumed her activities in February 2020.
In October 2020, Jeongyeon took a break from all activities due to her anxiety disorder. She resumed her activities on January 31, 2021, at the 30th Seoul Music Awards. Between August–November 2021, Jeongyeon went on hiatus again due to panic and anxiety disorder.

## Discografia
| Álbuns de estúdio em língua coreana - Twicetagram (2017) - Eyes Wide Open (2020) - Formula of Love: O+T=<3 (2021) - THIS IS FOR (2025) |  | Álbuns de estúdio em língua japonesa - BDZ (2018) - &Twice (2019) - Perfect World (2021) - Celebrate (2022) - ENEMY (2025) |

## Filmografia

### Filme
| Ano  | Título    | Papel       | Notas           |
| ---- | --------- | ----------- | --------------- |
| 2018 | Twiceland | Elas mesmas | Formato ScreenX |

### Reality shows
| Ano  | Título                                         | Canal                          | Notas |
| ---- | ---------------------------------------------- | ------------------------------ | --- |
| 2015 | Sixteen                                        | Mnet                           | Programa de sobrevivência que determinou as integrantes de Twice. O programa estreou em 5 de maio de 2015 (10 episódios).                                                            |
| 2015 | Twice TV                                       | Naver TV Cast, V Live          | Primeira temporada do programa e focada nas integrantes. Estreou em 10 de julho de 2015 (5 episódios).                                                                               |
| 2015 | Twice TV2                                      | Naver TV Cast, V Live          | Estreou em 23 de outubro de 2015 (10 episódios). |
| 2016 | Twice's Private Life                           | Mnet                           | Estreou em 1 de março de 2016 (8 episódios). |
| 2016 | Twice TV Begins                                | V Live                         | Compilação de episódios especiais com foco naa integrantes da era "Like Ooh-Ahh". Estreou em 29 de junho de 2016 (8 episódios).                                                      |
| 2016 | Twice TV School Meal Club's Great Adventure    | V Live                         | School Meal Adventure é uma temporada especial de Dahyun, Chaeyoung e Tzuyu (2 episódios).                                                                                           |
| 2016 | Twice TV3                                      | Naver TV Cast, V Live          | As integrantes de Twice viajaram para a Ilha de Jeju em suas férias. Estreou em 29 de abril de 2016 (8 episódios).                                                                   |
| 2016 | Twice TV4                                      | Naver TV Cast, V Live          | Estreou em 31 de outubro de 2016 (8 episódios). |
| 2016 | Twice TV Special                               | Naver TV Cast, V Live          | Compilação de episódios especiais focando nas integrantes na era "Knock Knock" e durante uma viagem à Australia (6 episódios).                                                       |
| 2017 | Twice – Lost: Time                             | JTBC, V Live                   | Estreou dia 16 de janeiro de 2017 (21 episódios). |
| 2017 | Twice TV5: Twice in Switzerland                | V Live, MBC Every 1, MBC Music | As integrantes (exceto Jihyo) viajaram à Suíça em suas férias. Estreou dia 22 de maio de 2017 (24 episódios).                                                                        |
| 2017 | Twice TV6                                      | Naver TV, V Live               | As integrantes viajaram para Singapura em suas férias. Estreou dia 8 de novembro de 2017 (12 episódios).                                                                             |
| 2018 | Twice TV 2018                                  | Naver TV, V Live, YouTube      | Compilado de episódios especiais focando nas integrantes em 2018. Estreou em 13 de janeiro de 2018 (12 episódios).                                                                   |
| 2018 | Twice TV: What Is Love                         | Naver TV, V Live, YouTube      | Compilado de episódios focando nas íntegrantes durante a era "What Is Love?". Estreou dia 18 de abril de 2018 (10 episódios).                                                        |
| 2018 | Twice TV: Dance The Night Away                 | Naver TV, V Live, YouTube      | Estreou dia 9 de julho de 2018 (5 episódios). |
| 2018 | Twice TV: Yes or Yes                           | Naver TV, V Live, YouTube      | Estreou dia 12 de novembro de 2018 (9 episódios, 3 episódios especiais). |
| 2018 | Twice TV: The Best Thing I Ever Did            | Naver TV, V Live, YouTube      | Estreou dia 21 de dezembro de 2018 (2 episódios). |
| 2019 | Twice TV: Fancy                                | Naver TV, V Live, YouTube      | Estreou em 9 de abril de 2019 (15 episódios). |
| 2019 | Twice in Hawaii                                | AbemaTV                        | Estreou em 19 de julho de 2019 (3 episódios). |
| 2019 | Twice TV: Feel Special                         | Naver TV Cast, V Live, YouTube | Estreou em 29 de setembro de 2019 (11 episódios). |
| 2020 | Time to Twice                                  | Naver TV Cast, V Live, YouTube | Estreou em 3 de abril de 2020 (4 episódios, 1 clipe bônus). |
| 2020 | Twice: Seize the Light                         | YouTube                        | Documentário do YouTube acompanhando as integrantes em sua jornada como trainees para sua primeira turnê mundial. Estreou em 29 de abril de 2020 (8 episódios, 1 episódio especial). |
| 2020 | Finding Twice's MBTI                           | V Live, YouTube                | Estreou em 4 de maio de 2020 (9 episódios). |
| 2020 | Time to Twice: Karaoke Battle                  | Naver TV Cast, V Live, YouTube | Estreou em 15 de maio de 2020 (4 episódios, 1 clipe bônus). |
| 2020 | Twice TV: More & More                          | Naver TV Cast, V Live, YouTube | Estreou em 9 de junho de 2020 (em andamento). |
| 2020 | Time to Twice: The Great Escape                | Naver TV Cast, V Live, YouTube | Estreou em 26 de junho de 2020 (3 episódios, 1 clipe bônus). |
| 2020 | Time to Twice: Healing Camping                 | Naver TV Cast, V Live, YouTube | Estreou em 7 de agosto de 2020 (5 episódios). |
| 2020 | Time to Twice: TDOONG High School              | Naver TV Cast, V Live, YouTube | Estreou em 18 de setembro de 2020 (6 episódios). |
| 2020 | Time to Twice: Crime Scene                     | Naver TV Cast, V Live, YouTube | Estreou em 20 de novembro de 2020 (6 episódios). |
| 2021 | Time to Twice: TWICE New Year                  | Naver TV Cast, V Live, YouTube | Estreou em 8 de janeiro de 2021 (5 episódios). |
| 2021 | Time to Twice: TWICE and the Chocolate Factory | Naver TV Cast, V Live, YouTube | Estreou em 26 de fevereiro de 2021 (4 episódios). |
| 2021 | Time to Twice: TDOONG Entertainment Season 2   | Naver TV Cast, V Live, YouTube | Estreou em 2 de abril de 2021 (5 episódios). |
| 2021 | Time to Twice: YES or NO                       | Naver TV Cast, V Live, YouTube | Estreou em 14 de maio de 2021 (4 episódios). |
| 2021 | Time to Twice: TDOONG Forest                   | Naver TV Cast, V Live, YouTube | Estreou em 2 de julho de 2021 (6 episódios). |
| 2021 | Time to Twice: TDOONG High School Season 2     | Naver TV Cast, V Live, YouTube | Estreou em 20 de agosto de 2021 (5 episódios, 1 clipe bônus). |
| 2021 | Time to Twice: Crime Scene Season 2            | Naver TV Cast, V Live, YouTube | Estreou em 2 de dezembro de 2021 (4 episódios). |
| 2022 | Time to Twice: TWICE New Year 2022             | Naver TV Cast, V Live, YouTube | Estreou em 7 de janeiro de 2022 (5 episódios). |
| 2022 | Time to Twice: TDOONG Tour                     | Naver TV Cast, V Live, YouTube | Estreou em 18 de fevereiro de 2022 (5 episódios). |
| 2022 | Time to Twice: Soulmate                        | Naver TV Cast, V Live, YouTube | Estreou em 8 de abril de 2022 (4 episódios). |
| 2022 | Time to Twice: Spring Picnic                   | Naver TV Cast, V Live, YouTube | Estreou em 13 de maio de 2022 (5 episódios). |
| 2022 | 2WICE's DATE                                   | Naver TV Cast, V Live, YouTube | Estreou em 22 de março de 2022 (5 episódios). |
| 2022 | Time to Twice: Behind the Scenes               | Naver TV Cast, V Live, YouTube | Estreou em 17 de junho de 2022 (1 episódio). |
| 2022 | Time to Twice: TDOONG Cooking Battle           | Naver TV Cast, V Live, YouTube | Estreou em 23 de setembro de 2022 (4 episódios). |
| 2022 | Time to Twice: Y2K TDOONG SHOW                 | Naver TV Cast, V Live, YouTube | Estreou em 11 de novembro de 2022 (3 episódios). |
| 2022 | Time to Twice: Healing December                | Naver TV Cast, V Live, YouTube | Estreou em 9 de dezembro de 2022 (4 episódios). |
| 2023 | Time to Twice: TWICE New Year 2023             | Naver TV Cast, YouTube         | Estreou em 13 de janeiro de 2023 (4 episódios). |
| 2023 | Time to Twice: TDOONG High School Season 3     | Naver TV Cast, YouTube         | Estreou em 23 de junho de 2023 (4 episódios). |
| 2023 | Time to Twice: Fake Squid Game                 | Naver TV Cast, YouTube         | Estreou em 1 de dezembro (4 episódios). |

### DVDs
- Page Two Monograph
- 2017 Season's Greetings
- Twicecoaster: Lane 1 Monograph
- Twice 1st Photo Book "One in a Million"
- Twice Super Event
- Twicezine: Jeju Island Edition
- Signal Monograph
- Twice Debut Showcase "Touchdown in Japan"
- 2018 Season's Greetings "First Love"
- Twiceland: The Opening
- Twicetagram Monograph
- Merry & Happy Monograph
- Twiceland: The Opening (Encore)
- Once Begins Twice Fanmeeting
- 2019 Japan Season's Greetings "Twice Airlines"
- 2019 Season's Greetings "The Roses"
- Twiceland Zone 2: Fantasy Park
- 2020 Japan Season's Greetings "Illusion"
- Twice Dome Tour 2019 "#Dreamday" in Tokyo Dome
- Twicelights: Twice World Tour 2019
- 2021 Japan Season's Greetings "ON & OFF"
- 2021 Season's Greetings "The Moment Forever"
- 2022 Japan Season's Greetings "ONCE WAY"
- 2022 Season's Greetings "Letters to you"
- Twice 4th World Tour "III" In Seoul
- 2023 Japan Season's Greetings "Secret Life @ Office"
- 2023 Season's Greetings "Secret Life @ House"
- Twice 4th World Tour "III" In Japan

## Concertos e turnês

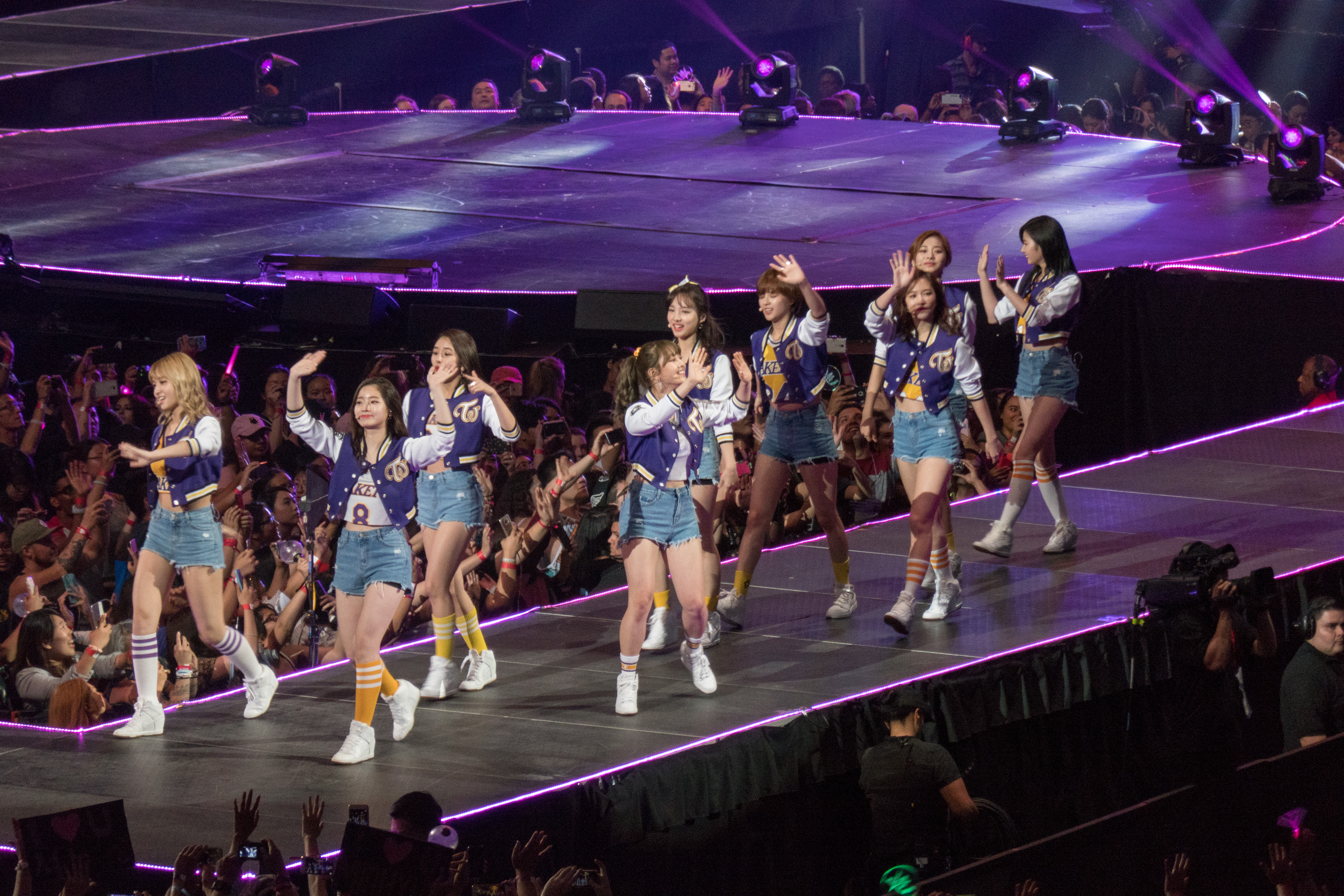
Twice apresentando-se no KCON LA, em julho de 2016.

## Prêmios e indicações
Twice recebeu seu primeiro prêmio no Mnet Asian Music Awards 2015 como Melhor Artista Feminina, seguido por outro prêmio de Novo Artista no Golden Disc Awards 2016.
Em 2016, Twice ganhou seu primeiro prêmio de programa musical com "Cheer Up" no episódio de 5 de maio de M Countdown. O grupo também ganhou vários prêmios principais e grandes, incluindo Canção do Ano com "Cheer Up" em dois grandes shows de prêmios musicais, Melon Music Awards e Mnet Asian Music Awards. Seu segundo EP foi o quinto álbum de K-pop mais vendido de 2016. Em 2017, "Signal", de seu quarto EP de mesmo nome, conquistou o segundo prêmio de Twice de Canção do Ano no Mnet Asian Music Awards 2017, tornando-os o primeiro artista a ganhar consecutivamente o grande prêmio. Com um total de 36 troféus de programas musicais em 2017, Twice registrou o maior número de vitórias recebidas em um único ano. Twice ficou em segundo lugar no Breakout Artists da Oricon de 2017 e se tornou a primeira artista feminina no exterior a alcançar uma tripla coroa de novato no 50º Oricon Annual Ranking. Twice ficou em primeiro lugar em vendas totais de artistas estreantes em 2017, com vendas chegando a 1,54 bilhões de ienes, bem como o primeiro lugar entre álbuns e singles para #Twice e "One More Time", respectivamente. Em maio do ano seguinte, elas se tornaram o primeiro artista a ganhar sete Coroas Triplas consecutivas no Inkigayo. Twice recebeu seu terceiro prêmio de Canção do Ano consecutivo no Mnet Asian Music Awards 2018 com "What Is Love?" de seu quinto EP de mesmo nome, tornando-os o primeiro grupo a ganhar o prêmio por três anos consecutivos. Twice liderou a lista dos videoclipes mais populares da Coreia no YouTube por dois anos consecutivos com "Cheer Up" (2016) e "Knock Knock" (2017). Em 2020, Twice se tornou o grupo feminino de K-pop com o maior número de vitórias em programas musicais, totalizando 106 vitórias, bem como o grupo mais rápido a atingir esse número. Twice foi incluído no Relatório de Impacto da Juventude 2016 da Variety - uma lista anual de jovens artistas que tiveram um impacto na indústria no ano passado - no número 54 como o único grupo de K-pop da lista. Em 2017, Twice recebeu o Minister of Culture, Sports and Tourism Commendation no Korean Popular Culture and Arts Awards. Elas foram os únicos asiáticos na 21 Under 21 2017: Music's Next Generation da Billboard, uma classificação anual que destaca algumas das vozes jovens mais poderosas do mundo em vários gêneros musicais.